# Сінешть (Вилча)
Сінешть, Сінешті (рум. Sinești) — село у повіті Вилча в Румунії. Адміністративний центр комуни Сінешть.
Село розташоване на відстані 186 км на захід від Бухареста, 45 км на південний захід від Римніку-Вилчі, 68 км на північ від Крайови.

## Населення
За даними перепису населення 2002 року у селі проживали 894 особи, усі — румуни. Усі жителі села рідною мовою назвали румунську.